# Loučná pod Klínovcem
Loučná pod Klínovcem (Duits: Böhmisch Wiesenthal) is een kleine Tsjechische stad in de regio Ústí nad Labem, en maakt deel uit van het district Chomutov. Loučná pod Klínovcem telt 197 inwoners (2023).
Loučná pod Klínovcem was tot 1945 een plaats met een overwegend Duitstalige bevolking. Na de Tweede Wereldoorlog werd de Duitstalige bevolking verdreven.

## Geschiedenis
- 1431 – De eerste schriftelijke vermelding van de gemeente.
- 2004 – De naam van de gemeente wordt veranderd van Loučná in Loučná pod Klínovcem.
- 2006 – De gemeente Loučná pod Klínovcem krijgt (opnieuw) de status stad.[1]

Bílence · 
Blatno · 
Boleboř · 
Březno · 
Černovice · 
Domašín · 
Droužkovice · 
Hora Svatého Šebestiána · 
Hrušovany · 
Chbany · 
Chomutov · 
Jirkov · 
Kadaň · 
Kalek · 
Klášterec nad Ohří · 
Kovářská · 
Kryštofovy Hamry · 
Křimov · 
Libědice · 
Loučná pod Klínovcem · 
Málkov · 
Mašťov · 
Měděnec · 
Místo · 
Nezabylice · 
Okounov · 
Otvice · 
Perštejn · 
Pesvice · 
Pětipsy · 
Račetice · 
Radonice · 
Rokle · 
Spořice · 
Strupčice · 
Údlice · 
Vejprty · 
Veliká Ves · 
Vilémov · 
Vrskmaň · 
Všehrdy · 
Všestudy · 
Výsluní · 
Vysoká Pec